# خيرمان باتشيكو دياز
خيرمان باتشيكو دياز (بالإسبانية: Germán Pacheco Díaz)‏ هو سياسي مكسيكي، ولد في 16 مارس 1968 في تامبيكو في المكسيك. حزبياً، نشط في حزب العمل الوطني. وقد انتخب عضو مجلس النواب المكسيك.